# Rhinslake bei Rohrbeck
Rhinslake bei Rohrbeck este o arie protejată (arie specială de conservare — SAC, sit de importanță comunitară — SCI) din Germania întinsă pe o suprafață de 49,3 ha, integral pe uscat.

## Localizare
Centrul sitului Rhinslake bei Rohrbeck este situat la coordonatele 52°32′27″N 13°01′25″E / 52.5408°N 13.0236°E.

## Înființare
Situl Rhinslake bei Rohrbeck a fost declarat sit de importanță comunitară în septembrie 2000.

## Biodiversitate
Situată în ecoregiunea continentală, aria protejată conține 4 habitate naturale: Pajiști cu Molinia pe soluri calcaroase, turboase sau argilos-nămoloase (Molinion caeruleae), Liziere de ierburi înalte hidrofile de câmpie și de nivel montan până la alpin, Fânețe de joasă altitudine (Alopecurus pratensis, Sanguisorba officinalis), Păduri acidofile de stejar bătrân cu Quercus robur pe câmpii nisipoase.
La baza desemnării sitului se află o specie protejată de  plante: Angelica palustris.
Pe lângă speciile protejate, pe teritoriul sitului au mai fost identificate 2 specii de plante.